# Bergiselschans
De Bergiselschans is een, op de Bergisel gelegen, skischans in het Oostenrijkse Innsbruck.

## Geschiedenis
De schans werd in 1927 gebouwd en in 2001 grondig vernieuwd. De wereldkampioenschappen noords skiën 1933 vonden hier plaats, net als het WK 1985. De derde wedstrijd van het Vierschansentoernooi wordt traditioneel gesprongen op de Bergiselschans.
Daarnaast was de Bergiselschans ook al tweemaal de olympische schans: op de Olympische Winterspelen van 1964 werd de wedstrijd op de 120m-schans gewonnen door de Noor Toralf Engan. In 1976 werd de Oostenrijker Karl Schnabl olympisch kampioen op de Bergiselschans.

## Exploitatie
De schans wordt geëxploiteerd door de „Bergisel Betriebsgesellschaft m.b.H.“. De Gesellschaft mit beschränkter Haftung ontving in 2017 een subsidie van € 500.000 vanuit de federale overheid van Oostenrijk, in het kader van een subsidieregeling voor sportinfrastructuurmaatregelen. In 2020 is hiervan € 20.000 terugbetaald. In 2019 kreeg het bedrijf een subsidie van € 384.000 van de deelstaat Tirol vanuit een subsidieregeling voor de nieuwbouw, uitbreiding of verbetering van sportaccommodaties. In 2020 kreeg dit bedrijf nog eens € 96.000 subsidie van de deelstaat Tirol.

## Galerie

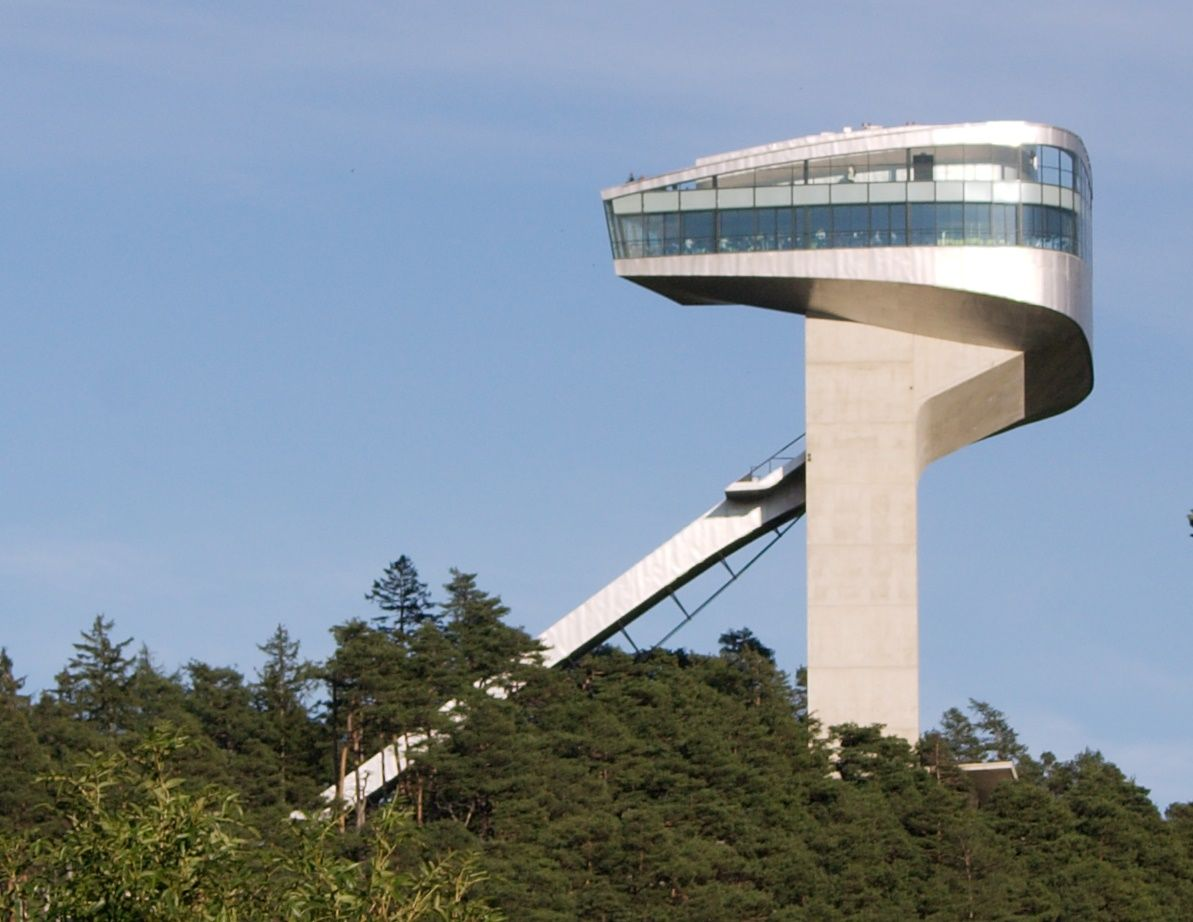
Turm der Bergiselschanze
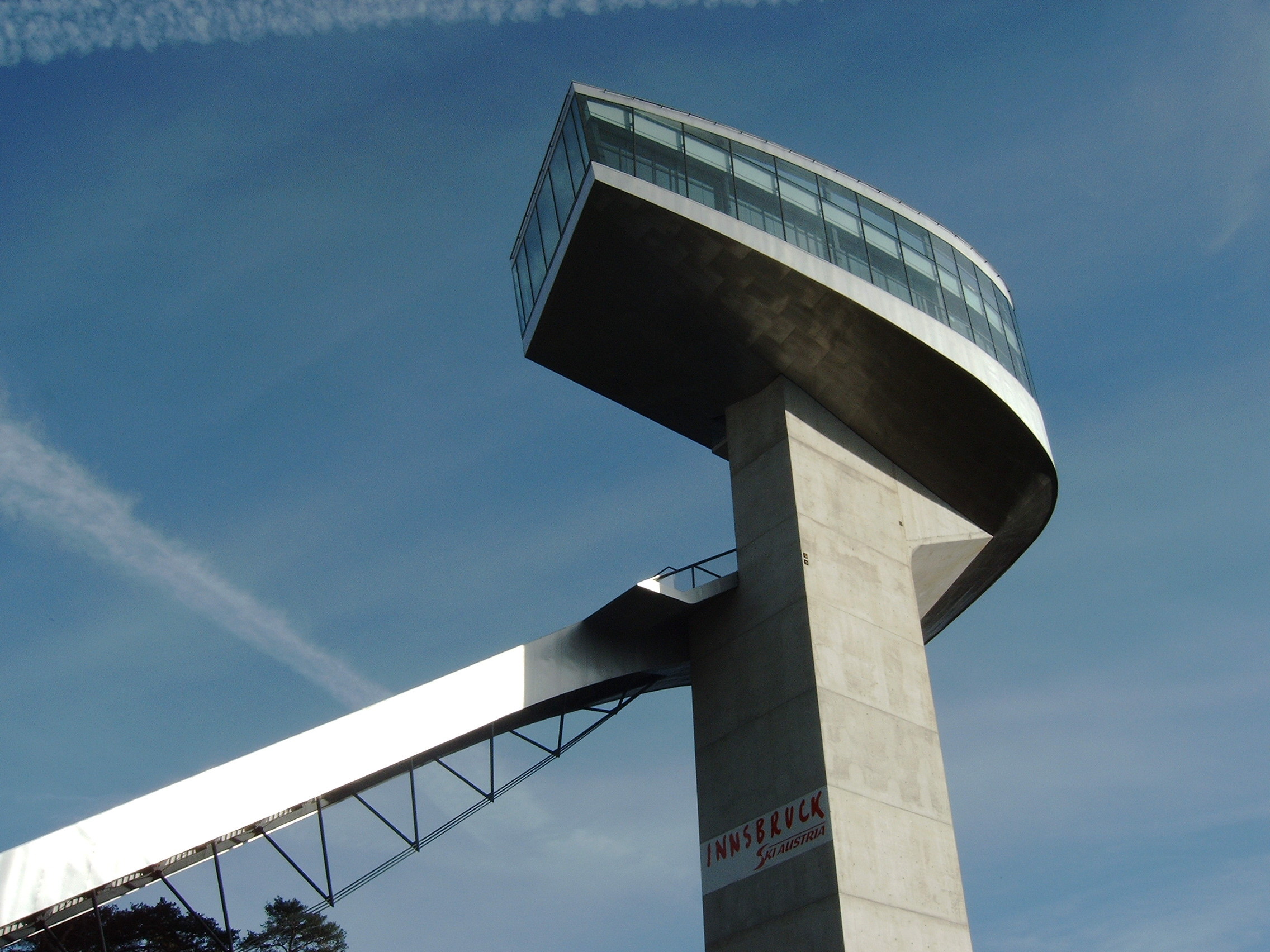
Turm von schräg unten
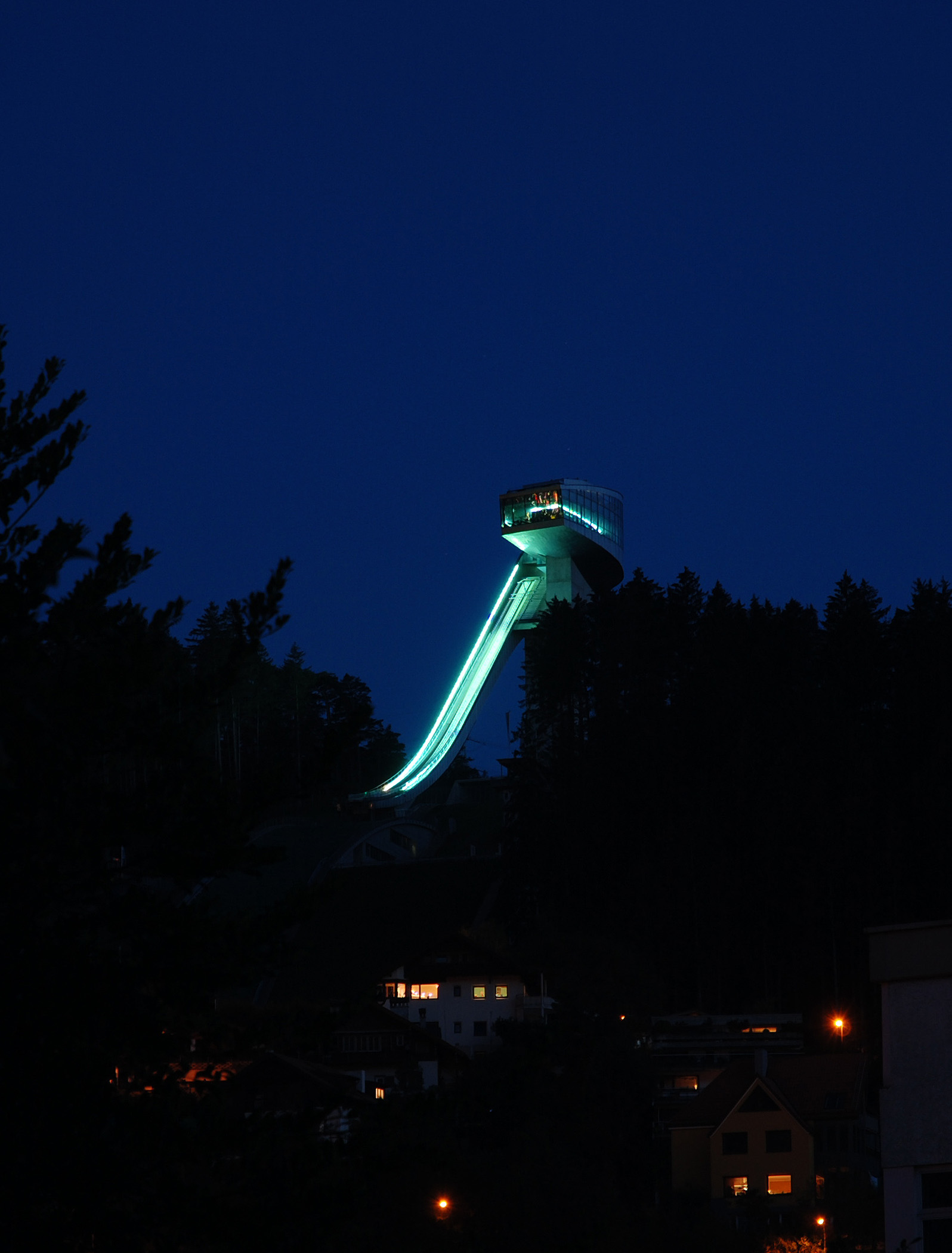
Bergiselschanze mit Nachtbeleuchtung
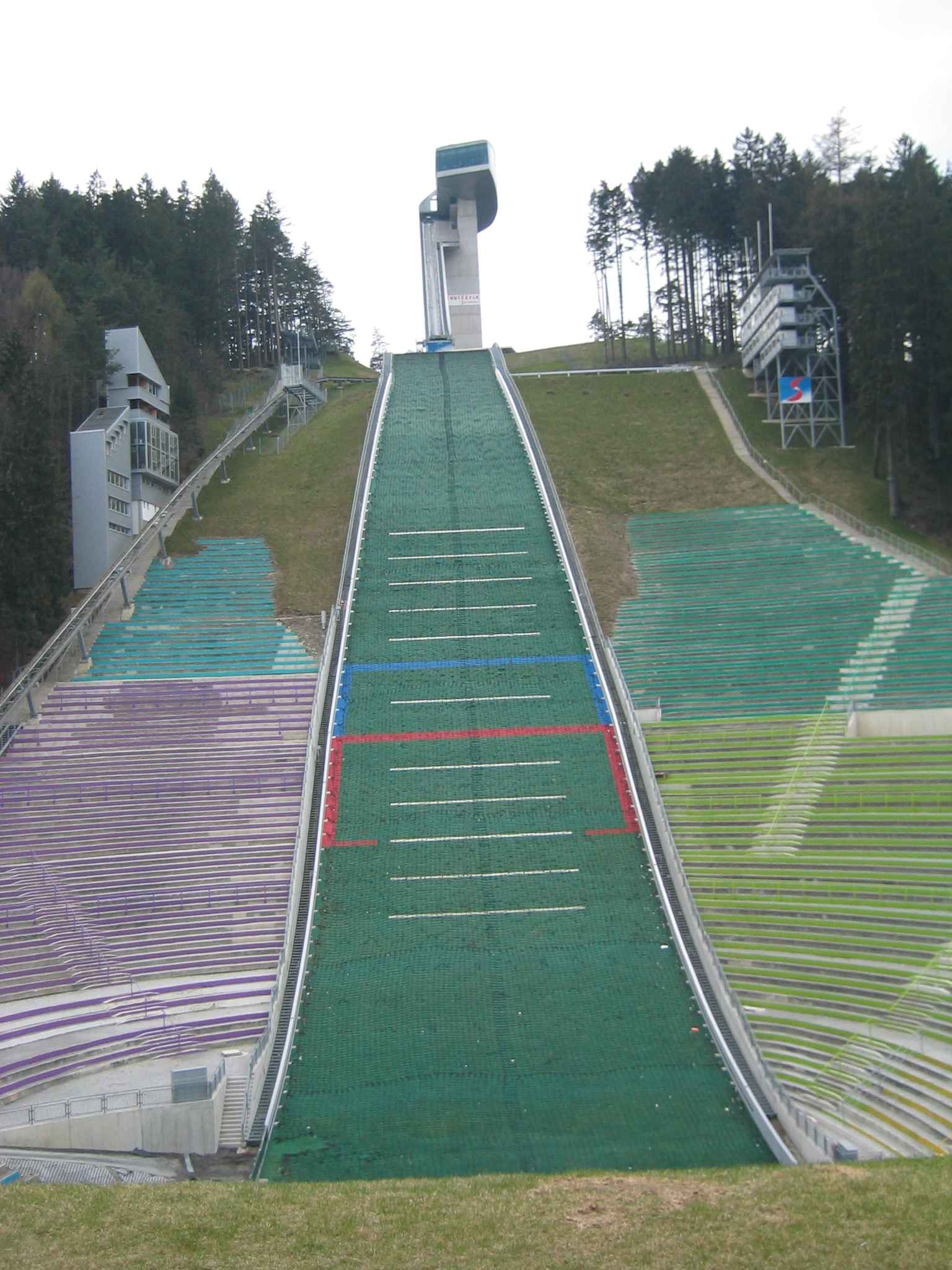
Axiale Sicht den kunststoffbelegten Aufsprung hinauf
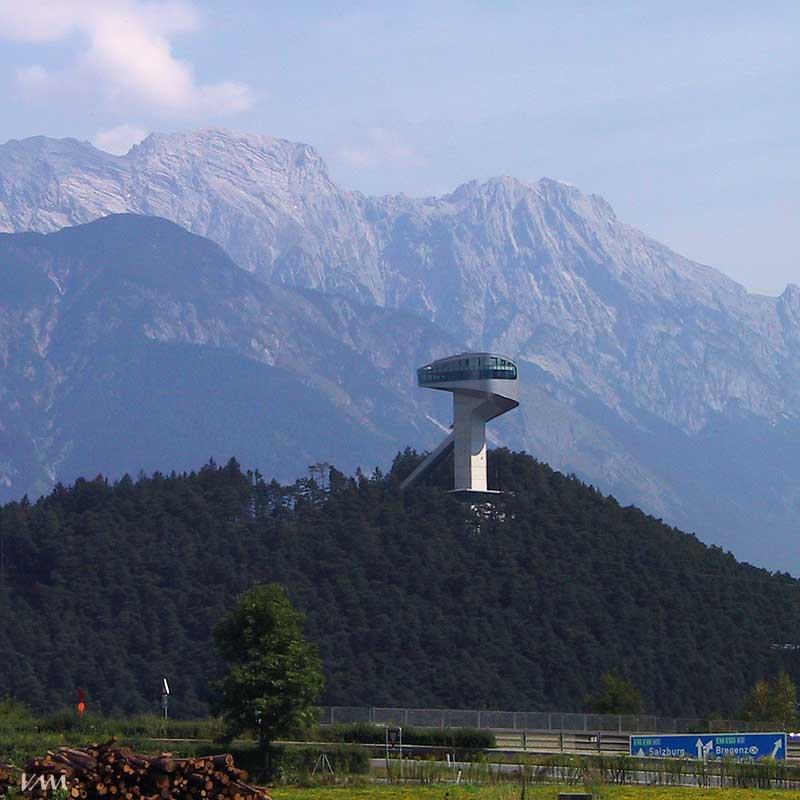
Die Schanze von Süden gesehen
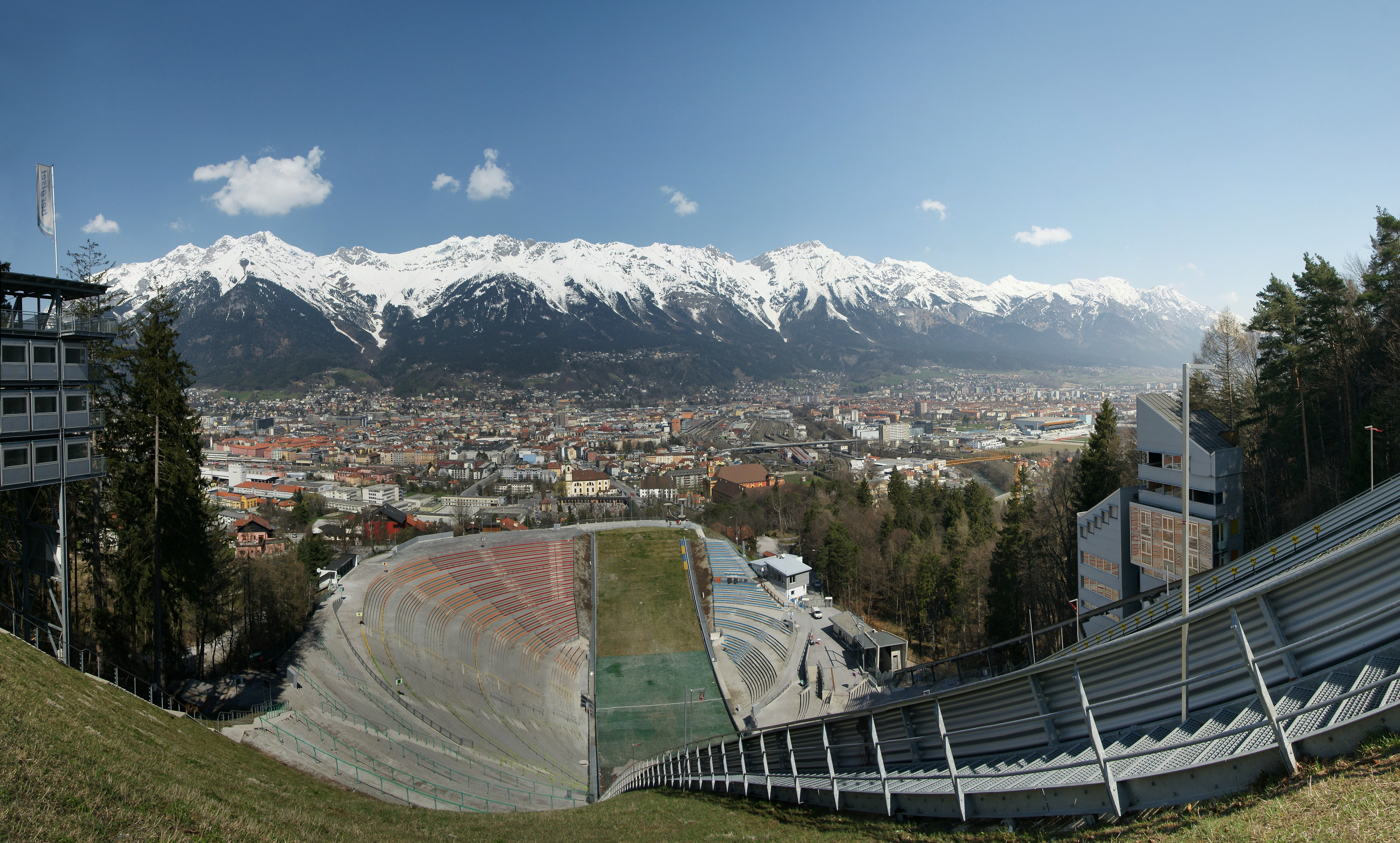
Blick von der Bergiselschanze
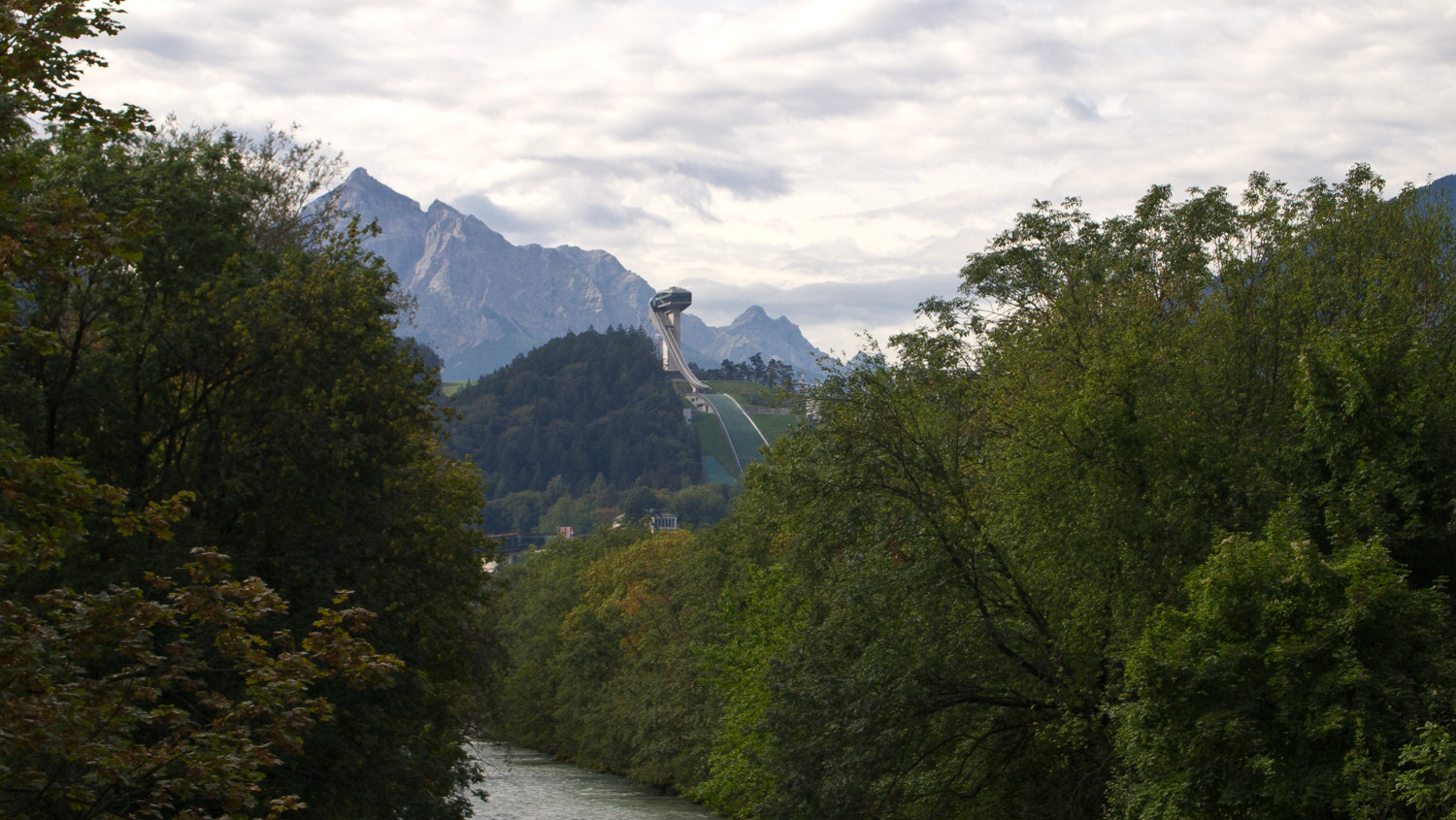
Blick von der Brücke in der Amraser Straße